# 천보근
천보근(千寶根, 2002년 8월 23일~)은 대한민국의 배우이다.

## 학력
- 원중초등학교 (졸업)
- 일산양일중학교 (졸업)
- 저현고등학교 (졸업)
- 서울대학교 재학중

## 출연 작품

### 연기 활동

#### 영화
- 2009년 천만영화 《해운대》 ... 최승현 역
- 2010년 《돌이킬 수 없는》 ... 금도진 역
- 2010년 《헬로우 고스트》 ... 초딩 귀신 역
- 2011년 《미안해, 고마워》 ... 나민준 역
- 2011년 《벽루천》 ... 어린 지귀 역
- 2012년 《댄싱퀸》 ... 어린 황정민 역
- 2012년 《바람과 함께 사라지다》 ... 소정군 역
- 2012년 《간첩》 ... 하지성 역
- 2014년 《역린》 ... 어린 장을수 역
- 2017년 동국대학교 단편영화 《가족의 초상》 ... 기종윤 역

#### 드라마
- 2010년 SBS 미니시리즈 《별을 따다줘》 ... 진파랑 역
- 2010년 MBC 주말연속극 《글로리아》 ... 하어진 역
- 2011년 MBC 아침드라마 《당신 참 예쁘다》 ... 장수호 역
- 2011년 EBS 《TV로 보는 원작동화 - 가방 들어주는 아이》 ... 석우 역
- 2012년 KBS1 대하드라마 《대왕의 꿈》 ... 만화 역
- 2012년 SBS 미니시리즈 《대풍수》 ... 자민원국을 지키는 수호신 역
- 2013년 MBC 미니시리즈 《여왕의 교실》 ... 오동구 역
- 2014년 MBC 드라마 페스티벌 《포틴》 ... 신영훈 역

### 이외 활동

#### 기타 방송 출연
- 2008년 KBS2 추석특집 《친절한 외인숙》
- 2009년 tvN 《재밌는 TV 롤러코스터》 - 막장극장(두 아내와 두 남편)
- 2009년 KBS2 《스타 골든벨》
- 2012년 투니버스 《고민타파 해결왕》 - MC
- 2014년 tvN 휴먼 다큐 《리틀빅 히어로》 - 3회 내레이션
- 2016년 KBS1 《우리말 겨루기》 609회 - 봄 기획 특집 (우승)

#### 라디오
- 2013년 6월 10일 MBC 표준FM 《신동의 심심타파》 게스트 (with 김향기, 서신애, 김새론)

### 음반
- 2011년 영화 《미안해, 고마워》 OST 中 타이틀 곡 '미안해 고마워 (미고송-아이들)' 녹음 참여[2]
- 2014년 가수 티어라이너 EP 2.5집 中 '열네 살 내 마음의 문' 녹음 참여[3]

### 홍보대사
- 2011년 경주세계문화엑스포 홍보대사 보관됨 2014-01-15 - 웨이백 머신
- 2013년 경찰청 학교폭력 근절 홍보대사 보관됨 2014-01-16 - 웨이백 머신

### 인터뷰
- "어떤 역할이든 멋지게 소화해내는 배우 될 것"
- 끼와 매력이 넘치는 배우 천보근의 인터뷰
- "고현정 선생님 덕분에 촬영장 없던 에어콘 생겨”
- "‘여왕의 교실 시즌2’ 찍었으면”

### 이외 단발적 연기 활동

#### 뮤직비디오
- 2011년 영화 《미안해, 고마워》 - 미고송 MV
- 2013년 MBC 미니시리즈 《여왕의 교실》 OST 초록비(Green Rain) MV

#### 광고
- 2008년 KTF 내 인생의 쇼 - 7살의 쇼：장래희망 편
- 2008년 삼성생명 퍼펙트통합보장보험
- 2008년 삼성증권 CMA플러스 오토바이 편
- 2008년 옥시크린 O2 액션 스마트
- 2009년 GS칼텍스 아임유어에너지 목욕탕 편
- 2009년 프로스펙스 성장호르몬 촉진 운동화 GH+
- 2009년 KT 쿡TV Sky Life
- 2009년 한국수자원공사 가뭄극복 캠페인
- 2010년 농심 둥지 쌀국수 뚝배기
- 2010년 농심 후루룩 소고기 짜장면
- 2011년 농심 쌀국수 소고기 짜장면

## 수상 경력
- 2013년 제2회 에이판 스타 어워즈 남자 아역상 《여왕의 교실》
- 2013년 MBC 연기대상 아역상 《여왕의 교실》
- 2017년 대한민국청소년영화제 남자 최우수연기상 《가족의 초상》